# Канал имени Октябрьской Революции
Канал имени Октябрьской Революции (КОР) — оросительно-обводнительный канал для водообеспечения засушливых и маловодных районов Терско-Сулакской и Приморской низменностей на территории Дагестана, а также городов Махачкала, Каспийск и Избербаш.

## История строительства

### Первые попытки строительства
Недостаток влаги на Приморской и Терско-Сулакской низменностях ощущался всегда. Огромные площади плодородных земель между р. Сулак и Петровск-Портом, использовались как пастбища. Отсутствие воды тормозило развитие, как самого Петровск-Порта, так и промышленности в нём. Для обеспечения города водой, использовались родники стекавшие с горы Тарки-Тау, либо доставляли её специальными поездами из рек Шура-озень (Шуринка) или Сулак.
Особо остро стоял вопрос с водоснабжением рыбных промыслов по всему побережью моря. На них работали около 15 тыс. человек, которые для питья использовали солоноватую, плохого качества воду артезианских колодцев. Нуждались в воде и древние аулы и переселенческие сёла на Присулакской низменности — Новоалександровка (Ниж. Чирюрт), Султан-Янги-Юрт, Нечаевка, Новопокровка (Уллубиевка), Мацеевка, Царьедаровка (Богатыревка), Шамхал, Пельтиевск (Кульзеб) и др.
Первая попытка строительства канала была предпринята во второй половине XIX века. 1 мая 1875 года под руководством инженера Невинского начались работы по проведению канала от реки Сулак до Петровск-Порта. В 1876 году канал был сооружён на протяжении 45 вёрст, однако из-за ошибочности расчёта трассы строительство канала постигла неудача (сегодня это т. н. канал Октябрьский водосброс).
В 1882 году работы начались по новому плану и в 1888 году канал был доведён до города. Через год по каналу была пущена вода, но она дошла только до акведука через реку Шура-озень, где была прорвана дамба. Вскоре дамбу восстановили, но выяснилось, что опять была допущена ошибка в расчётах. Канал был заброшен и вскоре его занесло песком.
В 1895 году инженером Рытелем был представлен проект по переустройству канала. Проект был направлен Кавказскому наместнику с ходатайством об ассигновании денежной суммы для исправления канала, но от него не последовало ответа.

### Народная стройка
11 октября 1921 года, по завершении подготовительных мероприятий правительством Дагестана, Постановлением № 114, подписанного Председателем Ревкома ДССР и Экономического Совета (ЭКОСО), членом ВЦИК РСФСР Д-Э. А. Коркмасовым и секретарём Нахибашевым, был начат грандиозный субботник, положивший начало строительства КОРа и масштабной мелиоративной реформы в Дагестане. Сроки проведения первого этапа работ определялись ко дню предстоящей годовщины Октябрьской Революции и к созыву Первого Учредительного Вседагестанского съезда, открывшегося 1 декабря 1921 года.
В течение неполных трёх месяцев, на канале ежедневно работало 3500 человек и было перемещено свыше 16 тысяч кубометров земли. Землю выбрасывали трёхъярусным способом, работали с помощью лопат и кирок. Главным объектом строительства в 1921 году был участок от реки Сулак, где канал пришлось создавать заново. В остальной части — до Шамхала — осуществлялись восстановительные работы. Строительство Канала велось под руководством специально созданного Главного Штаба, во главе которого стоял инициатор и организатор всех работ Д-Э. А. Коркмасов и группа талантливых инженеров: В. Эмиров, З. Темирханов, А. Эфендиев, А. Даитбеков.
16 февраля 1922 года за выдающиеся успехи достигнутые только за первые три месяца работ, осуществлённых накануне открытия Первого Учредительного Вседагестанского Съезда Советов, Дагестан — первой из Республик РСФСР — был удостоен своей Первой высшей награды — Ордена Трудового Красного Знамени.
В 1922 году работы на канале шли поэтапно. Завершающий этап работ на магистрали Сулак—Манас, по подведению трассы к столице Дагестана — городу Махачкале планировался ко дню открытия Второго Вседагестанского Съезда Советов в ноябре 1922 года. Для их скорейшего завершения и осуществления пуска воды в специально созданный столичный водоём, помимо специализированных отрядов Всевобуча и групп, сформированных из местных жителей, было дополнительно привлечено до 5000 горожан. Таким образом, общее число занятых работами на магистрали в этот период доходило до 10 тысяч человек. Специальный водоём был устроен у подножия горы Анжи-арка, представляющее собой искусственное озеро, названое в честь инженера В. Эмирова — Эмировским (в 30-е годы В. Эмиров был репрессирован, а озеро переименовали в Вузовское).
Завершая работу, Второй Вседагестанский Съезд Советов в своих резолюциях отметит:

«Подводя итоги всей проделанной в первый год работы правительства, съезд не может обойти молчанием твёрдость, государственную мудрость и героическую работоспособность вождя и вдохновителя, председателя Совнаркома тов. Коркмасова и считает своим долгом просить ВЦИК о награждении его Орденом Красного Знамени Труда, как первого в Дагестане героя на трудовом фронте. Вместе с ним съезд отмечает крупные услуги, оказанные Республике самоотверженной и высококвалифицированной работой инженера Эмирова и других сотрудников. Выражая им свою глубокую признательность, предлагает правительству изыскать способы достойно вознаградить их за их труд.»

В мае 1923 года, специально для ознакомления с результатами работы и вручения наградных грамот, Дагестан посетили, командированные Правительством СССР в поездку по Северному Кавказу (поезд председателя ЦИК СССР М. И. Калинина): М. И. Калинин, К. Е. Ворошилов и другие руководители страны.
Пробный пуск воды по магистрали состоялся 25 июля 1923 года, а 28 июля того же года было осуществлено успешное наполнение озера. 8 августа прошли торжественные мероприятия, посвящённые этому историческому событию. Одновременно с мероприятиями в Дагестане, прошли чествования в Москве на открытии 1-й Всероссийской сельскохозяйственной выставки в августе 1923 года, участию в которой ДССР изначально придавалось огромное значение. На территории выставки, в специально сооружённом Дагестанском Павильоне, в частности, была развёрнута живописная панорамная экспозиция — макет КОРа со сводками работ всего периода на этой грандиозной стройке века. В открытии выставки в Москве приняли участие все высшие руководители страны, среди которых член ЦИК Союза СССР, Председатель Совнаркома ДССР Д-Э. А. Коркмасов, специально прибывший на её открытие с членами дагестанской делегации. Дагестанский павильон был удостоен Премии Главного Выставочного Комитета СССР.

## Характеристики
Протяжённость: 1-я очередь — 90 км (до Махачкалы), 2-я очередь — 140 км (до Избербаша).
Канал берёт начало из реки Сулак (отводящий канал Чирюртской ГЭС-1) в городе Кизилюрт и заканчивается в городе Избербаш. Канал пересекает реку Шура-озень по дюкеру. Пропускная способность 20 м³/с. Проходит по территории Кизилюртовского, Кумторкалинского, Карабудахкентского районов и города Махачкала.